# Hartwig Haubrich
Hartwig Haubrich (* 26. Mai 1932 in Marienrachdorf) ist ein deutscher Geograph und Geographiedidaktiker.

## Werdegang
Nach dem Studium und Lehrertätigkeit an verschiedenen Schulen wirkte Haubrich von 1969 bis 1998 als Professor für Geographie und ihre Didaktik an der Pädagogischen Hochschule Freiburg. In den 1970er Jahren war er Mitautor der Schulbuchreihe „Welt und Umwelt“. Neben unzähligen anderen Fachpublikationen war er auch Herausgeber eines wichtigen, in mehreren Auflagen herausgekommenen Handbuchs für Geographiedidaktik. Er war von 1974 bis 1986 Vorsitzender und von 1976 bis 2001 auch Leiter der Schriftenreihe „Geographiedidaktische Forschung“ des Hochschulverbands für Geographiedidaktik (HGD) in der Deutschen Gesellschaft für Geographie (DGfG), ferner von 1993 bis 2006 Mitherausgeber der Zeitschrift „geographie heute“.
Haubrich engagierte sich in der Internationalen Geographischen Union (IGU), wo er von 1988 bis 1996 auch Chairman der Commission Geographical Education war. Aus dieser Tätigkeit entstand die Charter on Geographical Education. 2008 wurde er dafür mit dem Ehrenpreis IGU Lauréat d'Honneur ausgezeichnet.

## Publikationen (Auswahl)
- mit G. Kirchberg, A. Brucker, W. Engelhard, W. Hausmann und D. Richter (Hrsg.): Konkrete Didaktik der Geographie. Westermann, Braunschweig 1977, ISBN 3-14-160390-1.
- Hartwig Haubrich (Hrsg.): Geographische Erziehung im internationalen Blickfeld. (= Studien zur Internationalen Schulbuchforschung. Band 32). Geoorg-Eckert-Institut, Braunschweig 1982, ISBN 3-88304-232-3.
- Hartwig Haubrich: Das „Neue Europa“ – Unterrichtsziele und Unterrichtsideen. In: H. Hitz (Hrsg.): Europa neu denken. Materialien zur Didaktik der Geographie und Wirtschaftskunde. Bd. 19, Wien 2006, S. 19–36.[3]
- Hartwig Haubrich: Das Methodenbuch. Lernbox Geographie. Friedrich Verlag, Seelze-Velber 2001, ISBN 3-617-32748-6.
- Hartwig Haubrich (Hrsg.): Geographie unterrichten lernen. Die neue Didaktik der Geographie konkret. Oldenbourg, München 2006, ISBN 3-637-00345-7.
- Hartwig Haubrich (Hrsg.): International Charter on Geographical Education. (= Geographiedidaktische Forschungen. Band 24). Hochschulverband HGD, Nürnberg 1992, ISBN 3-925319-11-5.
- Hartwig Haubrich: Fünf Thesen zur internationalen Erziehung im Geographieunterricht. In: Geographie und ihre Didaktik. 17. Jg. H. 4, 1989, S. 177–186.
- Hartwig Haubrich: Internationale Charta der Geographischen Erziehung. In: Geographische Rundschau. 45. Jg., H. 6, 1993, S. 380–383.
- Sibylle Reinfried, Hartwig Haubrich (Hrsg.): Geographie unterrichten lernen – Die Didaktik der Geographie. Neu bearbeitete Auflage. Cornelsen, Berlin 2015, ISBN 978-3-06-065212-9.